# The Genius After Hours
The Genius After Hours – album amerykańskiego muzyka Raya Charlesa, wydany w 1961 roku. Wszystkie piosenki powstały podczas trzech sesji nagraniowych płyty The Great Ray Charles, a za ich aranżację odpowiedzialny był Quincy Jones.

## Lista utworów
| 1. | „The Genius After Hours” (Charles)          | 5:24  |
|    |                                             |       |
| 2. | „Ain't Misbehavin'” (Brooks, Razaf, Waller) | 5:40  |
|    |                                             |       |
| 3. | „Dawn Ray” (Charles)                        | 5:03  |
|    |                                             |       |
| 4. | „Joy Ride” (Charles)                        | 4:39  |
|    |                                             |       |
| 5. | „Hornful Soul” (Charles)                    | 5:29  |
|    |                                             |       |
| 6. | „The Man I Love” (Gershwin, Gershwin)       | 4:26  |
|    |                                             |       |
| 7. | „Charlesville” (Charles)                    | 4:55  |
|    |                                             |       |
| 8. | „Music! Music! Music!” (Baum, Weiss)        | 2:53  |
|    |                                             |       |
|    |                                             | 38:29 |
|    |                                             |       |